# Chasmanthium
Genre
Chasmanthium est un genre végétal de la famille des Poaceae.

## Liste d'espèces
Selon Catalogue of Life (19 avr. 2012), ITIS (19 avr. 2012) et World Checklist of Selected Plant Families (WCSP) (19 avr. 2012) :
- Chasmanthium curvifolium (Valdés-Reyna, Morden & S.L.Hatch) Wipff & S.D.Jones (1991)
- Chasmanthium latifolium (Michx.) H.O.Yates (1966)
- Chasmanthium laxum (L.) H.O.Yates (1966)
- Chasmanthium nitidum (Baldwin ex Elliott) H.O.Yates (1966)
- Chasmanthium ornithorhynchum Nees (1838)